# Roper Point
Der Roper Point ist eine überwiegend vereiste Landspitze mit einigen Felsvorsprüngen im westantarktischen Marie-Byrd-Land. Diese befindet sich am westlichen Ausläufer des Mount Takahe.
Der United States Geological Survey kartierte die Formation anhand eigener Vermessungen und Luftaufnahmen der United States Navy aus den Jahren von 1959 bis 1966. Das Advisory Committee on Antarctic Names benannte sie 1967 nach Nathaniel A. Roper, Polarlichtforscher auf der Byrd-Station im Jahr 1963.